# آسفالتو (آنگولا)
آسفالتو (به لاتین: Asfalto) یک منطقهٔ مسکونی در آنگولا است که در استان بنگوئلا واقع شده‌است.